# لباس شب

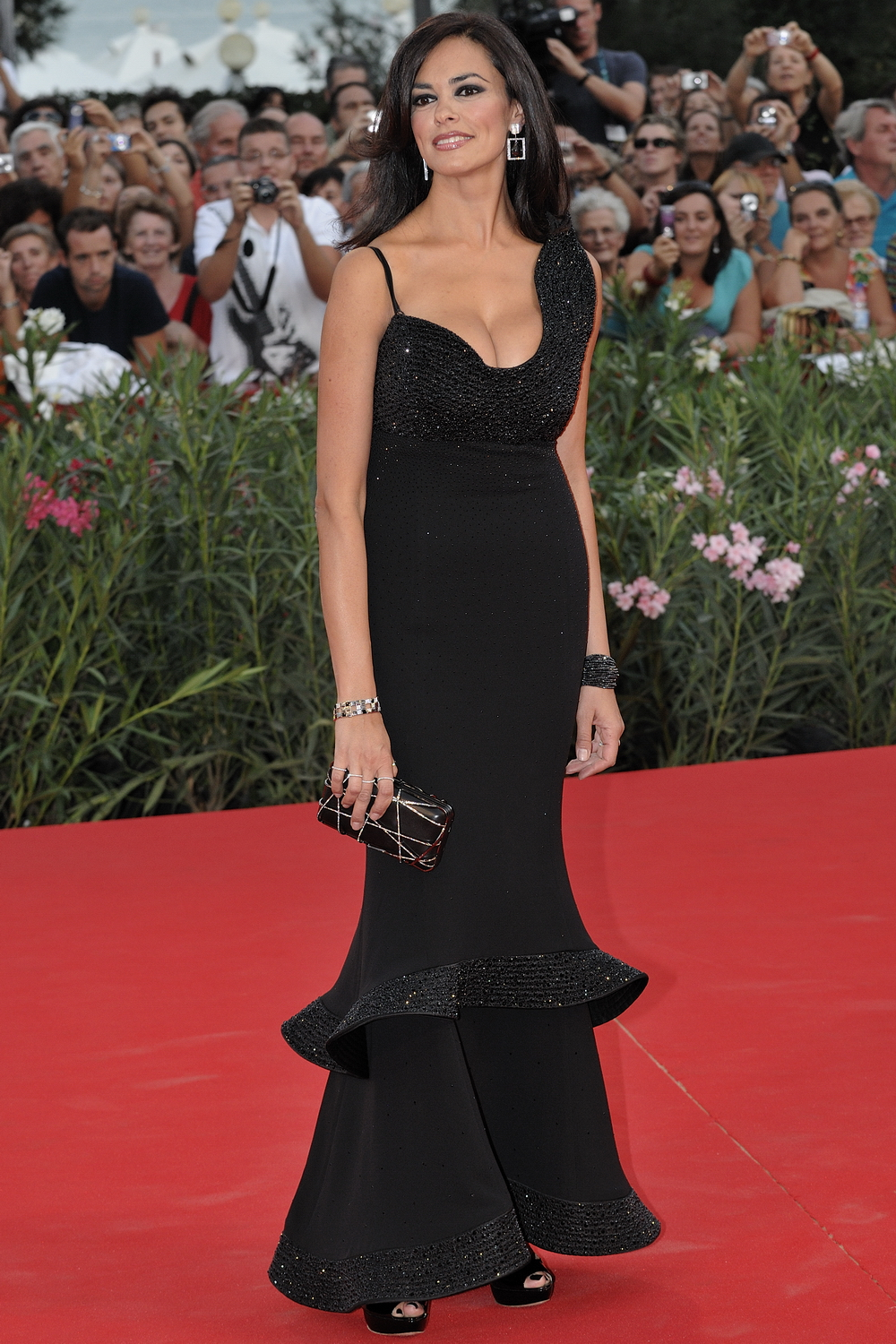
ماریا گراتزیا کوچینوتا یک لباس شب مجلسی در جشنواره فیلم ونیز پوشیده‌است.

لباس شب (به انگلیسی: Evening gown) یا لباس مجلسی، یک لباس بلند است که معمولاً در مجالس رسمی پوشیده می‌شود.